# Araulí
Araulí är en ort i Honduras.   Den ligger i departementet El Paraíso, i den södra delen av landet, 70 km öster om huvudstaden Tegucigalpa. Antalet invånare är 1 160.